# مارثا ج. هارفي
مارثا جيه هارفي هي مؤسسة لجمعية York Sunbury التاريخية التي تأسست عام 1932. كانت رئيسة معهد فريدريكتون النسائي ، وعضوًا مشاركًا في مجلس الخدمة الاجتماعية ، وكانت ملتزمة بشدة برفاهية مجتمع فريدريكتون الأكبر.

## الحياة العائلية
كانت مارثا هارفي زوجة جون هارفي ، مؤسس استوديو التصوير الفوتوغرافي لهارفي في فريدريكتون ، نيو برونزويك في عام 1883. توفي جون في عام 1901 وفي ذلك الوقت تولت مارثا العمل وباعته في النهاية إلى فرانك بريدهام في عام 1917.

## جائزة مارثا جيه هارفي
تُمنح جائزة مارثا جيه هارفي للتميز للأفراد ، أو الجماعات ، الذين أظهروا التزامًا متفانيًا بأهداف جمعية York Sunbury التاريخية. كرمت الجوائز السابقة أولئك الذين قدموا مساهمات كبيرة في كتابة تاريخ وسط نيو برونزويك ، في الحفاظ على القطع الأثرية والمباني التراثية ، أو في تقديم خدمة نموذجية للمجتمع في جهوده لاكتشاف وحفظ تاريخ وتراث يورك وصنبيري. المقاطعات.